# أعزيب بوعشرين (الحجرة الشريفة)
أعزيب بوعشرين هو دُوَّار يقع بجماعة سيدي داود، إقليم مولاي يعقوب، جهة فاس مكناس في المملكة المغربية. ينتمي الدوّار لمشيخة الحجرة الشريفة التي تضم 16 دوار. يقدر عدد سكانه بـ 234 نسمة حسب الإحصاء الرسمي للسكان والسكنى لسنة 2004.

## روابط خارجية
- البوابة الوطنية للجماعات الترابية
- المندوبية السامية للتخطيط